# Scandal Beck and Stone Gill Site of Special Scientific Interest
Der Scandal Beck and Stone Gill Site of Special Scientific Interest ist ein Site of Special Scientific Interest in Cumbria, England.
Nördlich von Ravenstondale sind in den Gesteinsschichten am Rande des Scandal Beck im Kalkstein reiche Ablagerungen von Tieren und Pflanzen zu finden.